# Pedro Delgado
Pedro Delgado Robledo (Segovia, 15 de abril de 1960), también conocido como Perico Delgado, es un exciclista español que fue profesional entre los años 1982 y 1994, durante los cuales logró un total de 49 victorias, entre las que destacaron la consecución de un Tour y en dos ocasiones la Vuelta. En estas dos grandes rondas obtuvo además un total de nueve victorias de etapa, cinco en la Vuelta y cuatro en el Tour. Tras su retirada pasó a ejercer como comentarista de las grandes vueltas ciclistas por etapas en radio y televisión. En la actualidad es comentarista –junto a Carlos de Andrés– de ciclismo en RTVE.
En 2002 recibió la Gran Cruz de la Real Orden del Mérito Deportivo.

## Inicios
Ya desde joven, incluyó el ciclismo en su vida cotidiana. Comenzó a participar en diversas competiciones a los quince años de edad y pasó a la categoría de juveniles en 1976. En 1978, tras cerca de una treintena de victorias, pasó a la categoría de aficionados. Desde sus inicios en la competición, se mostró como un gran escalador.
A los 19 años, recibió varias ofertas para dar el salto al campo profesional, pero sus estudios de enfermería y el cumplimiento del servicio militar obligatorio le hicieron retrasar la decisión. A pesar de que le atraía el correr con profesionales, ni Delgado ni su familia se planteaban el ciclismo como medio de vida, solo como afición.

## Carrera profesional
En 1982, se convierte en ciclista profesional, manteniéndose en las filas del equipo Reynolds, al cual pertenecía ya en categoría amateur. Durante su primera temporada, Delgado consiguió algunos triunfos menores y fue 3.º en la Clásica de San Sebastián. Debutó en la Vuelta a España como gregario del abulense Ángel Arroyo. Abandonó definitivamente sus estudios ante la imposibilidad de compaginarlos con los entrenamientos.
En 1983, logró triunfos en carreras cortas por etapas, como la Vuelta a los Valles Mineros o la Vuelta a Aragón. Hizo 2.º en la Subida al Naranco y 4.º en la Clásica de San Sebastián. También ese año debutó en el Tour de Francia, llegando a marchar 2.º en la clasificación general, aunque finalmente termina 15.º. Su buena actuación en la ronda francesa comenzó a hacerle conocido en el pelotón internacional.
En 1984, disfrutó de sus primeros días vestido de amarillo en la Vuelta a España. Una caída en la última contrarreloj le privaría de luchar por el podio. También sufriría una caída en el Tour de Francia, esta vez teniendo que abandonar la carrera.
En 1985, Delgado abandonó el equipo Reynolds ante el gran número de líderes en el equipo, y recaló en un equipo neoprofesional, el Seat-Orbea. Logró el primer gran triunfo de su carrera deportiva, al imponerse en la Vuelta a España. En el Tour, logró su primer triunfo de etapa y finalizó 6.º.
En 1986, traspasó al equipo PDM, donde pasaría las dos siguientes temporadas y mejoraría su rendimiento en contrarreloj y adquirirá experiencia internacional. En la Vuelta de 1986, en la que ganaría Álvaro Pino, Perico finalizó 10.º por culpa de una gripe. En el Tour, cuando marchaba bien clasificado en la general y con la suficiente moral como para buscar el podio, su madre falleció por un derrame cerebral, provocando el abandono del segoviano.
En 1987, terminó 4.º en la Vuelta a España y alcanzó el podio en el Tour de Francia por primera vez, al terminar 2.º por detrás de Stephen Roche.
En 1988 regresó al equipo Reynolds y cambió su planificación habitual, renunciando a la Vuelta y participando en el Giro de Italia. En el Tour de Francia, por fin logró el gran sueño y se convirtió en el tercer español en vencer en la ronda gala, si bien un posible positivo durante la carrera francesa estuvo a punto de costarle el triunfo y su carrera profesional, aunque finalmente no se llegó a confirmar el positivo ya que la sustancia encontrada en su orina no fue determinada como ilegal en las listas de la UCI hasta el año siguiente.
En 1989 volvió a participar en la Vuelta a España, si bien un joven Miguel Induráin partía como teórico jefe de filas del equipo. Sin embargo, el buen estado de forma de Delgado y una caída del propio Induráin, le convirtieron en el principal estandarte del equipo. No sin sufrimiento, Perico logró su segunda Vuelta a España. En el Tour, solo pudo ser tercero, y finalizó la temporada siendo 2.º en la Volta a Cataluña.
1990 supuso la última gran oportunidad de Pedro Delgado de reeditar el triunfo de 1988 en el Tour. Sin embargo, finalmente hubo de conformarse con un 4.º puesto. En la Vuelta, como sucediera el año anterior, recayó sobre él de forma inesperada la responsabilidad del equipo, si bien esta vez no logró el triunfo final y fue 2.º.
En 1991, volvió a participar en el Giro de Italia. Al llegar al Tour, Induráin ya era colíder de Delgado. Los malos resultados en las primeras etapas de montaña del segoviano convirtieron a Induráin en el líder del equipo, pasando a ser gregario del navarro. En el primer Tour de Induráin, Delgado acabó 9.º. La Vuelta a Burgos y la Subida a Urkiola fueron algunos de sus triunfos en ese año aciago.
En 1992, Delgado regresó como jefe de filas a la Vuelta a España. Una brillante victoria en los Lagos de Covadonga y el tercer puesto en la clasificación general fueron el balance del segoviano. En el Tour, Induráin ya era el claro jefe del equipo y Perico un lugarteniente de lujo.
En 1993, venció en la Semana Catalana durante su preparación para la Vuelta. Sin embargo, una inoportuna enfermedad, le privó del estado de forma óptimo y no logró rendir al mejor nivel. Ese año fue la última presencia de Delgado en el Tour de Francia.
En 1994, su último año como profesional, logró un meritorio tercer puesto en la Vuelta a España. También fue 2.º en la Vuelta a Asturias y 3.º en la Volta a Cataluña.

## Actuaciones en Grandes Vueltas ciclistas por etapas

### Vuelta a España
En 1982 debutó en la Vuelta a España, la primera Gran Vuelta que disputaba. Lo hizo como gregario de Ángel Arroyo y finalizó 29.º en la clasificación general.
En 1983 llegó más dispuesto a competir y rindió a buen nivel hasta que sufrió una caída en la quinta etapa. Realizó buenas actuaciones en las etapas siguientes, destacando un tercer puesto en la sexta etapa, pero no consiguió llegar al nivel de los mejores y finalizó 15.º en la clasificación general final.
Consiguió vestirse de amarillo por primera vez en 1984, al terminar segundo en la séptima etapa. Mantuvo el maillot de líder cinco días y lo perdió en la etapa de los Lagos de Covadonga, donde se vio relegado a la tercera plaza de la general. En la penúltima etapa, una contrarreloj, la lluvia y el riesgo excesivo hicieron que el corredor segoviano sufriera una caída, en la cual no sufrió lesiones de importancia pero sí perdió la concentración, lo que le llevaría a perder la tercera posición y a terminar 4.º por detrás de Raymund Dietzen.
En 1985, venció en la etapa de los Lagos y consiguió el maillot amarillo donde lo perdiera el año anterior. Sin embargo, al día siguiente cedió el liderato en beneficio de su compañero de equipo Pello Ruiz Cabestany. Durante los días siguientes, el segoviano no terminó de encontrarse a gusto y no consiguió recortar diferencias respecto a Robert Millar, el líder de la carrera. En la penúltima etapa, y marchando a más de seis minutos del líder, Delgado atacó en el descenso del Puerto de Navacerrada. Consiguió distanciarse e ir abriendo hueco. Alcanzó a José Recio, que marchaba escapado por delante de él y ambos colaboraron para que la escapada siguiera adelante. Para sorpresa general, ambos corredores llegaron a la meta de Segovia con más de seis minutos y medio sobre Millar y Delgado, segundo en la etapa, se vistió con el maillot amarillo y logró así su primera Vuelta a España.
En 1986, logró ser segundo en la sexta etapa, con final en los Lagos, por detrás de Millar. Llegó a ser segundo en la general y marchó tercero hasta la 17.ª etapa, con final en Sierra Nevada, en la que perdió más de diez minutos por culpa de una gripe. Finalizó la carrera en 10.ª posición.
En 1987, no consiguió realizar una gran carrera, perdiendo mucho tiempo en etapas importantes. Finalizó 4.º, por detrás de Laurent Fignon, a causa de las bonificaciones que se otorgaron aquel año al final de cada etapa.

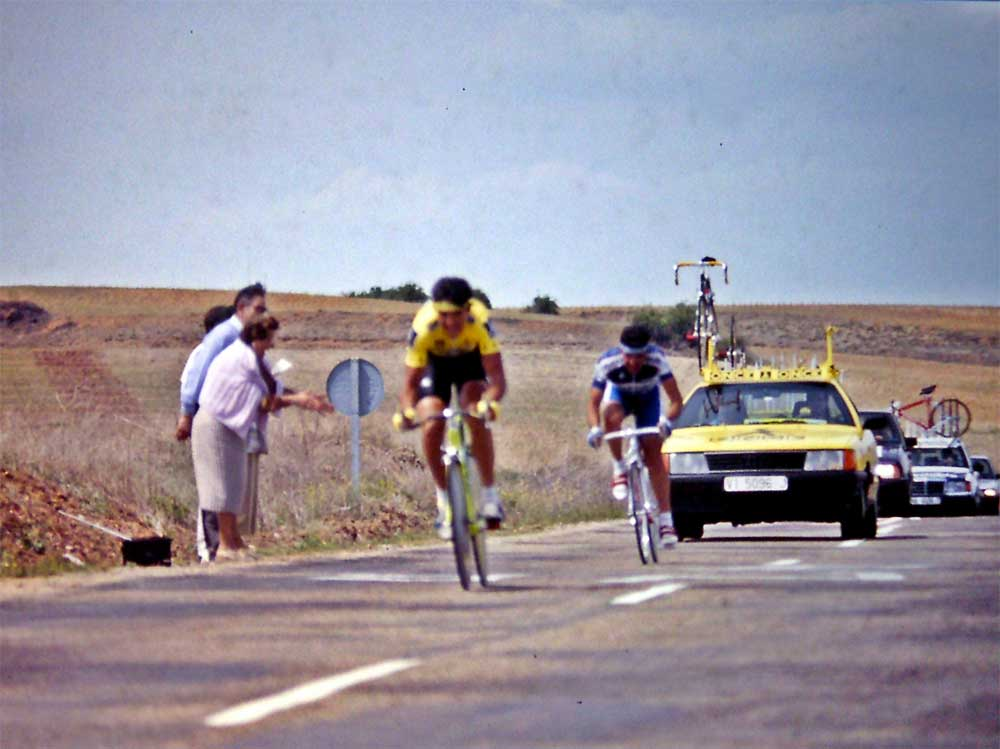
Perico Delgado doblando a su contrincante en una contrarreloj de la Vuelta de 1989.

Tras su ausencia en la Vuelta de 1988, Delgado volvió a participar en la Vuelta en 1989 para, en principio, ayudar a Miguel Induráin. Consiguió ganar dos etapas de montaña y se puso líder en la 15.ª etapa. Una caída obligó a Induráin a abandonar la carrera y Perico tomó las riendas del equipo. Asediado por Fabio Parra, entre otros, logró mantener el liderato y adjudicarse aún un tercer triunfo de etapa, además de la segunda posición en la clasificación de la montaña. Lograba así ganar su segunda y última Vuelta a España. También ganó el Gran Premio de Náquera estableciendo un nuevo récord en la prueba.
A pesar de su triunfo en la última edición, en 1990 Perico seguía con el objetivo fijado en el Tour de Francia, y los líderes en la Vuelta eran Induráin y Gorospe. Una escapada en los primeros días de carrera, proporcionó a este último el liderato y una cómoda ventaja en la clasificación general. Sin embargo, el ciclista vasco se hundió en la 10.ª etapa y en las primeras dificultades montañosas del día, comenzó a descolgarse. El desfallecimiento de Gorospe, unido a un Induráin enfermo, volvieron a hacer que el peso del equipo recayera sobre el segoviano, que comenzó la ardua tarea de intentar arrebatar el triunfo al italiano Marco Giovannetti, el cual fue compañero de fuga de Gorospe en la 5.ª etapa. Sin embargo, Delgado no llegaría a alcanzarlo, finalizando 2.º en la clasificación general final.
En 1992, Perico Delgado se presentó en la ronda española como jefe de filas del equipo Banesto y firme candidato a la victoria final. Durante las primeras etapas de montaña, se enfrentó prácticamente en solitario al equipo Amaya Seguros, capitaneado por Jesús Montoya, el cual le plantó batalla en todo momento. La estrecha vigilancia a la que fue sometido el segoviano sirvió para que Tony Rominger se colara en la lucha por la general. Perico logró vencer en la etapa de los Lagos de Enol, en una brillante etapa. Tras múltiples e infructuosos ataques en los días siguientes, Delgado terminaría finalmente en 3.ª posición en la general.
En 1993, llegó a la Vuelta en un bajo estado de forma, lo que le impidió pelear por las primeras posiciones, logrando apenas terminar en sexta posición.
En 1994, en la que sería su última participación en la Vuelta, Delgado consiguió terminar 3.º por detrás de su compañero de equipo Mikel Zarrabeitia, en una Vuelta dominada de principio a fin por el suizo Rominger, y en la que Delgado tuvo que luchar encarnizadamente con otro suizo, Alex Zülle, por una plaza en el podio.

### Giro de Italia
Pedro Delgado participó en dos ocasiones en la prestigiosa prueba italiana, en las ediciones de 1988 y 1991. En ambas ocasiones, el corredor segoviano acudió al Giro como preparación de cara al Tour, sin llegar a ofrecer un gran nivel de cara al triunfo final. En 1988, logró ser segundo en una etapa, y terminó 7.º en la clasificación general de una carrera muy dura por las condiciones climatológicas. En 1991 no le fue mucho mejor, y tan solo podría terminar 15.º.

### Tour de Francia

#### Primeras apariciones y contratiempos (1983-1987)
El Tour de Francia 1983 es su primera participación en la prestigiosa ronda gala. Tras unos primeros días muy duros, en los cuales hubo de acostumbrarse a marchas forzadas al rápido ritmo del pelotón, con la llegada de la montaña Perico comenzó a dejarse ver y a subir puestos en la general. Fue 2.º en tres etapas y consiguió colocarse 2.º en la clasificación general. Sin embargo, la ingesta de un alimento en mal estado le hizo perder más de veinticinco minutos respecto del vencedor en la 18.ª etapa, con final en Morzine. Terminó el Tour en la 15.ª posición, pero convencido de que podía hacer grandes cosas en la carrera francesa.
La edición de 1984 no comenzó muy bien para el corredor segoviano, al sufrir una caída en la primera etapa. Fue 3.º en dos etapas y 4.º en otra. Llegó a ser 5.º en la general y en el descenso de un puerto de los Alpes, arriesgó en exceso y se fue al suelo. A pesar de terminar la etapa, el resultado de la caída fue el de una clavícula rota y el consiguiente abandono al día siguiente. Por su valentía en las bajadas y, sobre todo, a raíz de aquel descenso a tumba abierta y la posterior caída, algunos admirados periodistas franceses bautizaron al joven Delgado con el sobrenombre de "Le Fou" ("El Loco").
En 1985, las primeras etapas resultaron una tremenda losa para el segoviano. En la contrarreloj por equipos perdió más de siete minutos y en la primera contrarreloj individual otros cuatro respecto al líder, Bernard Hinault. Se recuperó en las etapas de montaña, y con la inestimable colaboración de sus compañeros de equipo, logró su primera victoria de etapa en el Tour, en la etapa con final en Luz Ardiden. Fue 3.º y 6.º en otras dos etapas y terminó el Tour en 6.ª posición, finalizando 2.º en la clasificación de la montaña.
En 1986 repitió el mal comienzo de la edición anterior, perdiendo mucho tiempo en las etapas cronometradas, tanto por equipos como individual. En la primera etapa de los Pirineos, con final en Pau, se escapó junto al líder, Bernard Hinault. Ganó la etapa y se situó 4.º en la general. Logró ser 5.º también en Serre Chevalier. Marchando 5.º en la general, se vio con posibilidades de entrar en el podio. Durante la tarde del día en que se celebró la 5.ª etapa, le llegó a Pedro Delgado la inesperada noticia del fallecimiento de su madre a causa de un derrame cerebral. Con todo, el ciclista segoviano tomó la salida de la 6.ª etapa pero, transcurridos algunos kilómetros, incapaz de sobreponerse al dolor, puso pie a tierra abandonando una carrera que, de no haber mediado la tragedia familiar, muy bien podría haberse convertido en su primer triunfo en la general final de la ronda gala.
Para el Tour de 1987, Perico Delgado era ya parte de los favoritos al triunfo final. Consiguió mejorar los inicios de años anteriores y no perdió demasiado tiempo en las etapas cronometradas. En las primeras etapas de montaña, logró un 3.º y dos 6.ºs puestos. Se impuso en la 19.ª etapa y se situó 2.º en la clasificación general, por detrás del irlandés Stephen Roche. En la 20.ª etapa, con final en Alpe d'Huez, logró arrebatarle el liderato a Roche y consiguió el maillot amarillo del Tour por primera vez en su carrera. Consiguió portar la preciada prenda durante cuatro días, durante los cuales intentó por todos los medios aumentar su ventaja sobre el corredor irlandés de cara a la última contrarreloj. Sin embargo, no fue posible, y a pesar de realizar una buena etapa, perdió el liderato el penúltimo día de carrera, terminando finalmente 2.º de la general, a 40 segundos de Roche. Aquel año, fue también 3.º en la clasificación por puntos.

#### Tercer español en ganar el Tour (1988)

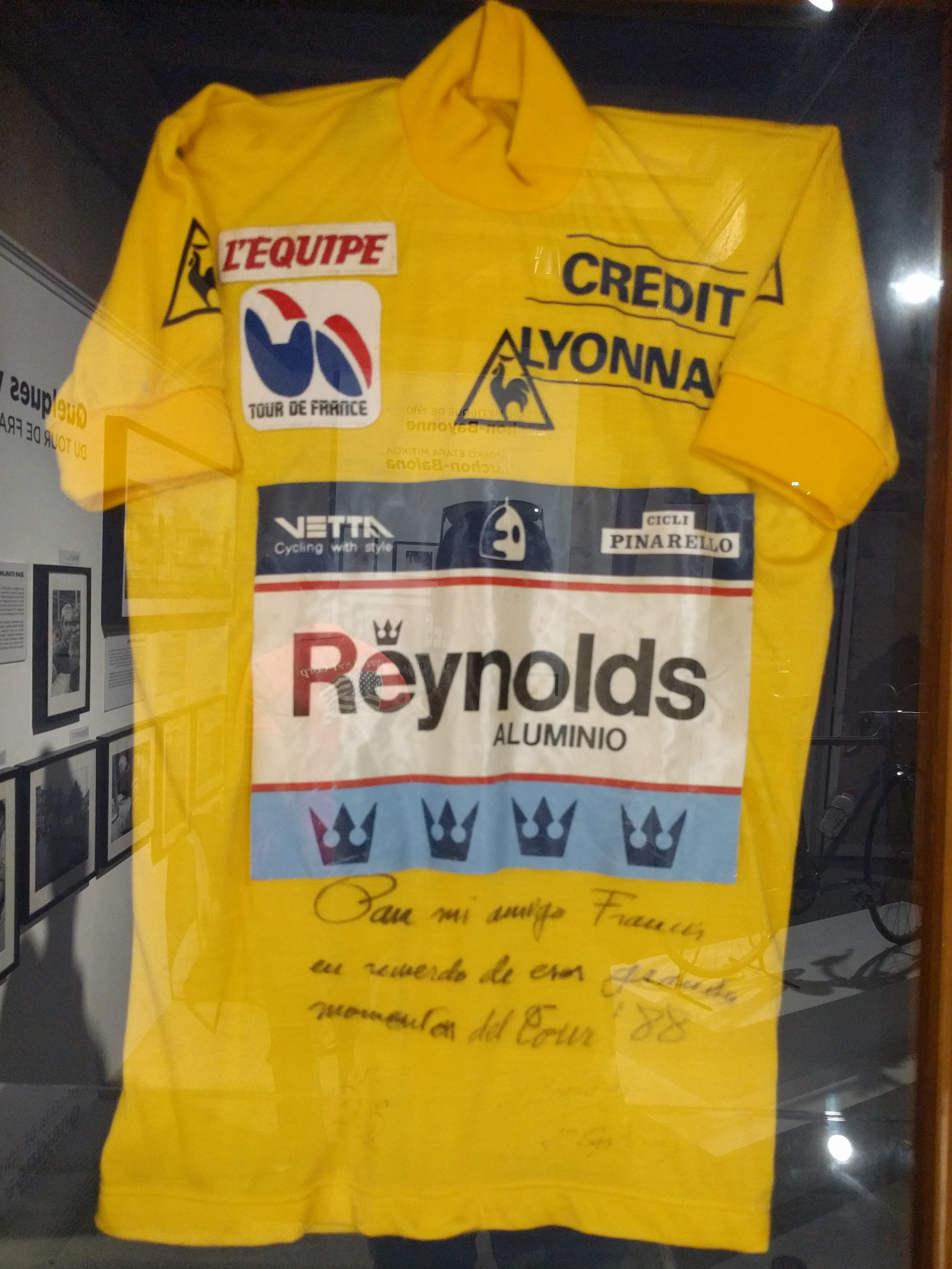
Maillot amarillo de Delgado, Tour de Francia 1988.

En el comienzo de la temporada tuvo un protagonismo más extradeportivo que deportivo, primero por un precontrato que firmó con el Kelme por el que al final el equipo alicantino no quiso demandar al corredor (finalmente fichó por el Reynolds) y después por la renuncia a participar en la Vuelta a España participando en el Giro de Italia.
La temporada iba claramente encaminada a la disputa del Tour de Francia. Se mostró el más regular durante los primeros días de competición, y aunque la mala suerte volvió a hacer aparición en la 5.ª etapa, donde perdió más un minuto respecto a los favoritos a causa del corte producido por una caída, dicha suerte cambió al día siguiente, en la 1.ª contrarreloj, cuando las condiciones climatológicas se aliaron con el segoviano para que marcase un tiempo mejor que el de la mayoría de los favoritos. En la primera etapa alpina, Perico consiguió ya distanciar a algunos rivales importantes de cara al triunfo final, pero fue sin duda en la 12.ª etapa, con final en el mítico Alpe d'Huez, y tras la cual el ciclista segoviano salió con el maillot amarillo, la que marcaría el rumbo del Tour de Francia. Como guinda a las etapas de los Alpes, Delgado volvió a exhibirse en la siguiente etapa, una contrarreloj, en la que terminó de sentenciar a los pocos rivales que le quedaban, especialmente los colombianos Herrera y Parra, tras lo cual la prensa internacional se rindió ante la fuerza del corredor español. Respaldado por su equipo, Perico ya no perdería el liderato en lo que restaba de carrera, haciendo gala de un excelente estado de forma que se vio ratificado en la etapa reina del Tour.

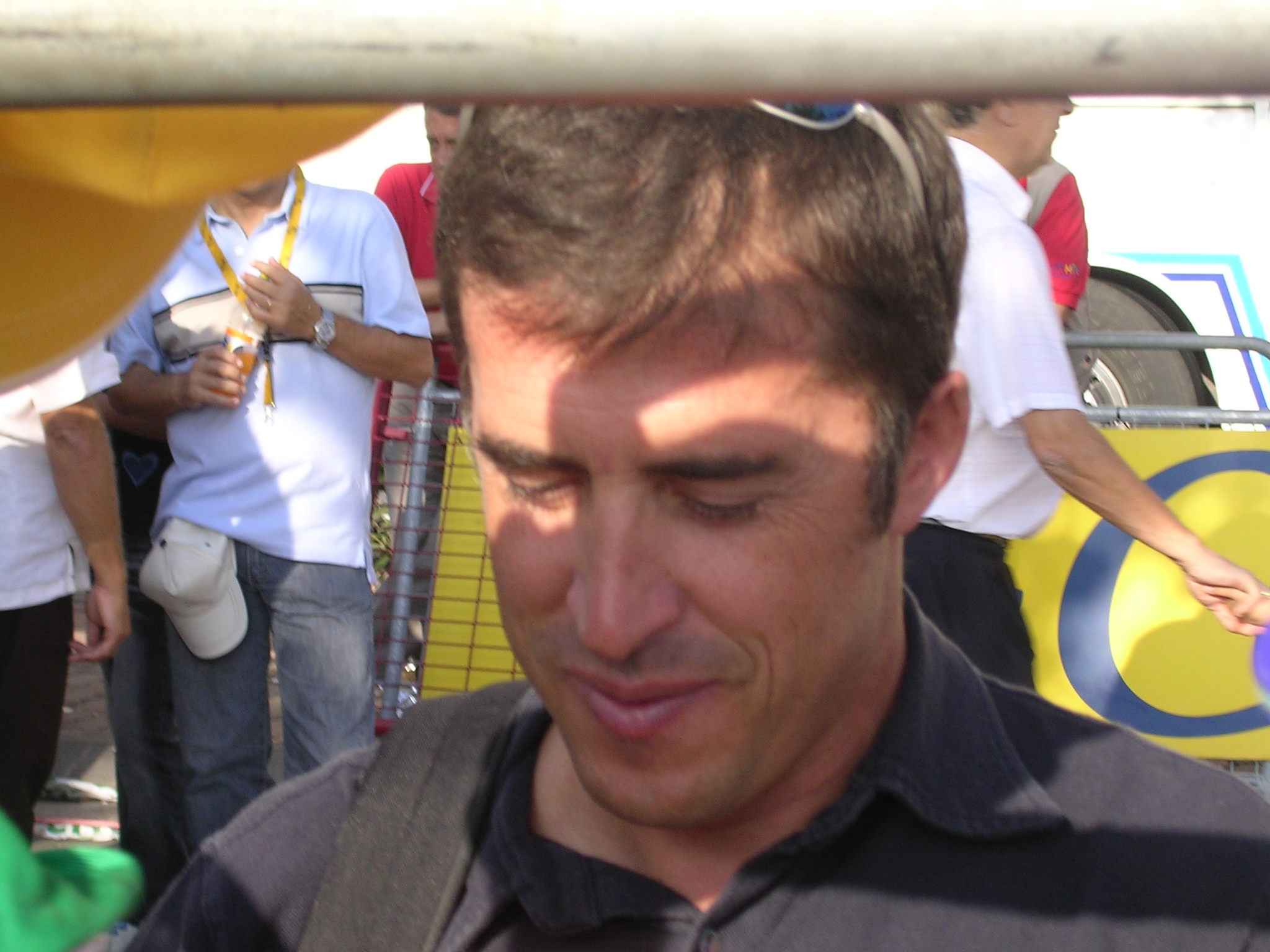
Pedro Delgado en la Vuelta a España 2004.

Sin embargo, durante la última semana de competición, la filtración de un posible positivo del líder sacudió la competición.
El director de la carrera filtró a los medios oficiales del Tour (la cadena de TV Antenne 2 y el periódico L'Équipe) un supuesto positivo del corredor en un control antidopaje, sin comunicar la sustancia, una acción que fue criticada incluso por el propio gobierno francés. Cuando se realizó el comunicado oficial, se comprobó que se trataba de la sustancia probenecida, un diurético cuyo uso podría utilizarse para enmascarar la ingesta de anabolizantes, recogida como sustancia prohibida por el COI pero no por la UCI (Unión Ciclista Internacional). El laboratorio responsable del control había comunicado el positivo a la dirección de la carrera al interpretar erróneamente la reglamentación, y consultar la lista del COI (Comité Olímpico Internacional), en la que sí aparecía. En favor del corredor no solo estaba la ausencia de dicha substancia de la lista válida de sustancias prohibidas, y el evidente defecto de forma en la comunicación del positivo, sino el hecho de que la probenecida desaparece del organismo en 8 horas y los anabolizantes pueden ser detectados hasta 120 días después de su uso, lo que obligaría a tomar sustancias enmascaradoras de continuo y en la orina de Pedro Delgado, que pasó controles todos los días al ser el líder de la carrera, no se encontró de nuevo la sustancia, ni tampoco rastro de anabolizantes. Esto, junto a la evidencia del error de interpretación del laboratorio, fue suficiente para evitar una sanción al corredor, que hubiera consistido en 10 minutos de penalización en la clasificación, la misma que sufrió Gert-Jan Theunisse en ese mismo Tour, a pesar de los esfuerzos continuados por parte de la organización. Delgado, apoyado por el público y buena parte del pelotón, se mantuvo ajeno a la polémica del contraanálisis y superó la última etapa montañosa de la prueba sin dificultades.
Perico Delgado ganó la 75.ª edición Tour de Francia con una ventaja de 7:13 sobre el segundo clasificado, el neerlandés Steven Rooks, y 9:59 sobre el tercero, el colombiano Fabio Parra, mostrando un insultante dominio en montaña y superando de forma sobresaliente las etapas contrarreloj. Fue 3.º en tres etapas y ganó otra, la 13.ª. También fue 3.º en la clasificación de la montaña. Su victoria levantó crónicas divididas entre la prensa debido a la polémica del dopaje y a la decisión de no penalizar al ciclista español.
Como nota curiosa, perdió el maillot amarillo de vencedor durante la fiesta de celebración.

#### Candidato al 2.º Tour (1989-1991)
De nuevo favorito en 1989, Delgado cometió el mayor despiste de su carrera deportiva en la etapa prólogo de Luxemburgo, al presentarse 2 minutos y 40 segundos tarde en la rampa de salida. Durante dicho prólogo perdió 14 segundos con respecto al vencedor, Erik Breukink, lo que le hubiera valido para ser 16.º en dicha etapa, un buen resultado, pero los 2:54 totales le colocaban último en la general. Era la primera vez en la historia del Tour que un campeón en defensa de su título comenzaba en último lugar de la clasificación. En la contrarreloj por equipos de la segunda etapa, Delgado, que había dormido mal presa de la ansiedad y el nerviosismo, se desfondó. Sus compañeros tuvieron que esperarle y el equipo clasificó último con un retraso de 4:32 con respecto al primero. Delgado era en ese momento último, a más de 7 minutos del vencedor y había perdido casi todas sus posibilidades de victoria. No obstante, desde la primera contrarreloj larga, en la que fue segundo tras un extraordinario Greg Lemond fue recuperando tiempo a los dos grandes líderes de la carrera, Greg LeMond y Laurent Fignon. En la montaña pasó claramente al ataque. En total, fue 2.º en tres etapas y 3.º en otras dos, además de 2.º en la clasificación de la montaña. Terminó el Tour en 3.ª posición, a 3:34 minutos del vencedor, lamentándose amargamente por el tiempo perdido durante las primeras etapas.
El Tour de Francia 1990 comenzó de forma atípica, con una escapada de cuatro corredores que lograron aventajar al pelotón en más de diez minutos. Entre esos corredores se encontraba el italiano Claudio Chiappucci, que terminaría 2.º en la general al final de esta edición. Tras el paso por los Alpes, Delgado era 5.º en la clasificación general y llegaría a ser tercero. Sin embargo, a partir de la 14.ª etapa, el segoviano se vio aquejado de una gastroenteritis y solo consiguió terminar 4.º. Fue 2.º en una etapa y 4.º en otra.

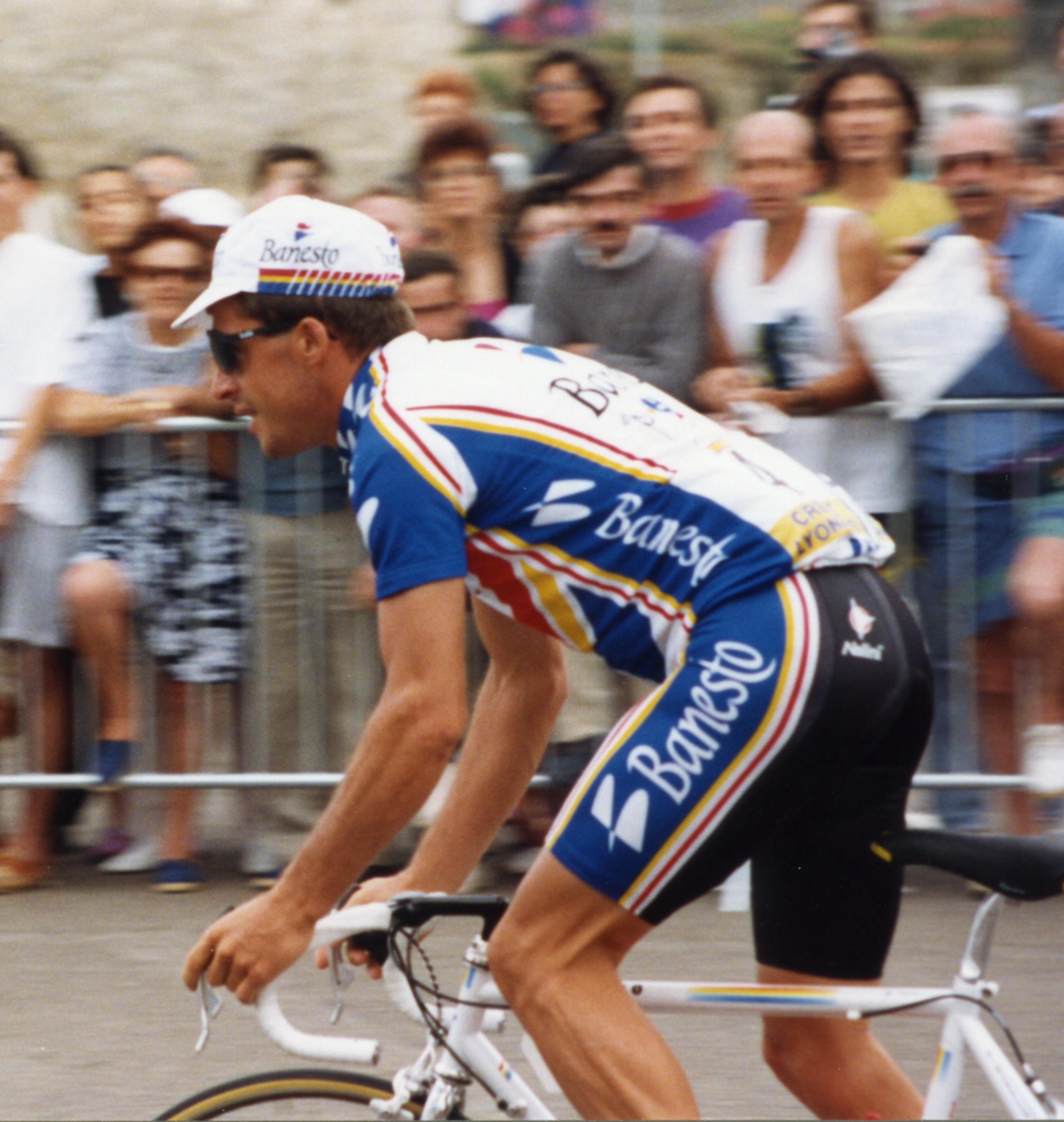
Perico Delgado en el Tour de Francia 1993.

En 1991, asistió al Tour en condición de colíder junto al navarro Miguel Induráin, que ya había realizado una gran actuación el año anterior y había sido 2.º en la Vuelta de ese mismo año. Delgado volvió a repetir un comienzo mediocre en la carrera. Esperó con impaciencia la llegada de la montaña, pero en la segunda etapa de los Pirineos el segoviano se hundió y perdió más de dieciséis minutos. Al mismo tiempo, Induráin se metió en la lucha por el liderato y consiguió vestirse de amarillo. Delgado se vio relegado a la función de gregario del corredor navarro, que lograría la victoria final. Pedro Delgado terminó 9.º.

#### Gregario de lujo de Induráin (1992-1993)
En el Tour de Francia 1992, Induráin era ya el líder del equipo y Perico Delgado un gregario de lujo. Consiguió ser 2.º en la 12.ª etapa, por detrás de Rolf Jaermann. Terminó el Tour en 6.ª posición.
La edición de 1993 fue la última participación de Delgado en la carrera que le hizo más grande. En esta ocasión, solo pudo ser 9.º.

## Palmarés
| 1979 - 1 etapa del Tour del Porvenir 1982 - Clásica de Sabiñánigo - 1 etapa de la Vuelta a Cantabria 1983 - Vuelta a Aragón, más 1 etapa - 1 etapa de la Vuelta a los Valles Mineros 1985 - Vuelta a España , más 1 etapa - 1 etapa del Tour de Francia 1986 - 1 etapa del Tour de Francia 1987 - 2.º en el Tour de Francia, más 1 etapa y premio de la combatividad - Profronde van Stiphout 1988 - Tour de Francia , más 1 etapa - Gran Premio Navarra - G. P. Náquera | 1989 - Vuelta a España , más 3 etapas - Profronde van Stiphout - 3.º en el Tour de Francia - G. P. Náquera 1990 - 1 etapa de la Semana Catalana - Trofeo Comunidad Foral de Navarra - 2.º en la Vuelta a España 1991 - Vuelta a Burgos, más 1 etapa - Subida a Urkiola - Clásica de los Puertos 1992 - 3.º en la Vuelta a España, más 1 etapa - Ronde d'Aix-en-Provence 1993 - Semana Catalana, más 1 etapa 1994 - 3.º en la Vuelta a España |

## Resultados

### Grandes Vueltas y Campeonatos del Mundo
| Carrera         | Carrera         | 1982 | 1983 | 1984 | 1985 | 1986 | 1987 | 1988 | 1989 | 1990 | 1991 | 1992 | 1993 | 1994 |
| --------------- | --------------- | ---- | ---- | ---- | ---- | ---- | ---- | ---- | ---- | ---- | ---- | ---- | ---- | ---- |
|                 | Vuelta a España | 28.º | 15.º | 4.º  | 1.º  | 10.º | 4.º  | —    | 1.º  | 2.º  | —    | 3.º  | 6.º  | 3.º  |
|                 | Giro de Italia  | —    | —    | —    | —    | —    | —    | 7.º  | —    | —    | 15.º | —    | —    | —    |
|                 | Tour de Francia | —    | 15.º | Ab.  | 6.º  | Ab.  | 2.º  | 1.º  | 3.º  | 4.º  | 9.º  | 6.º  | 9.º  | —    |
| Mundial en Ruta | Mundial en Ruta | —    | —    | —    | 25.º | 51.º | —    | 60.º | 20.º | 20.º | 35.º | 30.º | —    | Ab.  |

### Vueltas menores
| Carrera | Carrera              | 1982 | 1983 | 1984 | 1985 | 1986 | 1987 | 1988 | 1989 | 1990 | 1991 | 1992 | 1993 | 1994 |
| ------- | -------------------- | ---- | ---- | ---- | ---- | ---- | ---- | ---- | ---- | ---- | ---- | ---- | ---- | ---- |
|         | París-Niza           | 77.º | —    | —    | —    | —    | 16.º | 66.º | 13.º | 63.º | —    | —    | 41.º | —    |
|         | Volta a Cataluña     | —    | 5.º  | —    | 9.º  | 7.º  | 7.º  | —    | 2.º  | 3.º  | 2.º  | 10.º | 15.º | 3.º  |
|         | Vuelta al País Vasco | —    | 11.º | 9.º  | 5.º  | 12.º | 11.º | 6.º  | —    | —    | 23.º | 25.º | —    | —    |
|         | Vuelta a Suiza       | 18.º | —    | —    | —    | 6.º  | 40.º | —    | —    | —    | —    | —    | —    | —    |

—: no participa

Ab.: abandono

## Equipos ciclistas
- Reynolds (1982-1984)
- Seat-Orbea (1985)
- PDM (1986-1987)
- Reynolds/Banesto (1988-1994)
  - Reynolds (1988-1989) (hasta junio)
  - Reynolds-Banesto (1989)
  - Banesto (1990-1993) (hasta abril)
  - Banesto-Xacobeo (1993)
  - Banesto (1994)

## Trayectoria televisiva
A partir de su retirada el 1 de enero de 1995 comenzó a colaborar con Televisión Española (TVE) como comentarista de las grandes vueltas. Acompañó a Pedro González en las retransmisiones del Giro de Italia, el Tour de Francia y la Vuelta a España, así como en el Campeonato Mundial de Ciclismo en Ruta.
Tras la muerte de Pedro González, siguió idéntica trayectoria esta vez al lado de Carlos de Andrés, y el carácter afable de ambos ha hecho que congenien muy bien y que sean muchas las anécdotas y momentos de humor, como el "minuto de gloria de Perico" que aparece casi a diario en las retransmisiones de las grandes vueltas ciclistas en TVE, donde Perico recuerda anécdotas de su etapa de corredor en los escenarios de las etapas. Es habitual todos los años la narración por parte de Perico del prólogo de Luxemburgo del Tour 1989, si bien en la actualidad Carlos de Andrés solo le permite narrarlo en Teledeporte, no habiéndose contado nunca la anécdota en La 1.
Además, durante las retransmisiones de la Vuelta a España, Perico posee dos pequeñas secciones: "Los Pericopuertos", donde en bicicleta analiza los puertos de montaña de la etapa del día, y una pequeña sección de seguridad vial.
Según se publicó en algunos medios de comunicación, en la edición del Tour de Francia de 2013 Perico Delgado percibió 30 000 € por sus comentarios (3000 € aportados por TVE y los otros 27 000 € por un patrocinador privado).
En 2018 se estrena en Movistar Plus+ el documental Pedro Delgado. 30 años de amarillo donde repasa el trigésimo aniversario de su victoria en el Tour de Francia de 1988.
En 2020 se anunció que Perico Delgado se encontraba entre uno de los 16 participantes de la quinta edición de Masterchef Celebrity, la versión del programa protagonizada por famosos. En el quinto programa fue eliminado.

## Distinciones honoríficas
- Caballero Gran Cruz de la Real Orden del Mérito Deportivo (30/11/2001).[30]
- Medalla de Oro de la Real Orden del Mérito Deportivo, otorgada por el Consejo Superior de Deportes (1994)[31]
- Premio UEMC al Personaje Público de Castilla y León que mejor Comunica 2012[32]

## Otros datos
- El grupo escocés The Delgados, tomó su nombre por el ciclista Pedro Delgado.
- En febrero de 2012 ante el acueducto de su Segovia natal, sus paisanos y los medios de comunicación, aceptó el apadrinamiento de Ela-Castilla y León de aquel año, que le traspasó Juan José Videgain, recibiendo un premio homenaje a su trayectoria solidaria.